# 巴歐來訪者
《巴歐來訪者》是日本漫畫家荒木飛呂彥創作的日本漫畫作品。於集英社漫畫雜誌《週刊少年Jump》1984年45号至1985年11号期間連載。單行本全2卷。

## 劇情簡介
被綁架到火車上的17歲少年橋澤育朗，因植入「巴歐」寄生蟲而被遣送至德雷斯的研究室。因運送途中意外覺醒，而和9歲超能力少女小堇相遇，兩人一同逃跑。德雷斯的瘋狂科學家霞目博士，趕緊呼叫總部派出刺客跟怪物來殺掉育朗，因為這是唯一避免將「巴歐病毒」散播到全世界的方法。

## 登場人物
橋澤育朗（配音：堀秀行 / 内山昂輝（遊戲））
被研究機關德雷斯植入寄生蟲的少年，17歲。和全家人一起去旅行時遭遇車禍，僅一人生還，在陷入休克狀態時，手臂被植入寄生蟲，在德雷斯將他移至研究所的途中，覺醒時意外跟小堇相遇，隨後便與她一起躲避德雷斯的刺客追殺。
巴歐武裝現象
當身體受到攻擊時，寄生蟲為了保護宿主，就會發動巴歐武裝現象，暫時支配宿主的肉體與意識，就像是變身了一樣。除了強化身體素質、治療跟代謝能力大增外，外觀也判若兩人。作品中出場的現象有：巴歐・溶化・手掌・現象從手掌排出的強酸液體，可以輕易溶解金屬和人體、巴歐・皮膚硬化・軍刀・現象將前腕皮膚凸出硬化，特化成一片刀刃般的形狀、巴歐・射擊・蜂刺・現象此種現象頭髮將會硬質化形成針狀子彈，接觸到攻擊目標時因體溫傳導而燃燒、巴歐・打斷・黑・閃電・現象從身體細胞中放出60000伏特的高壓電，除了直接放電外，也可以替電力設備充能。
小堇（配音：日高範子）
在孤兒院長大，擁有預知能力的9歲少女。

### 其他人物
霞目博士（配音：永井一郎）
德雷斯的研究員，也是創造寄生蟲「巴歐」的人。將寄生蟲植入少年的元凶。
女工作員（配音：井上瑤）
在原作第1話中，因為小堇逃跑跟育朗的覺醒，而被德雷斯當作替罪羔羊遭到肅清。
22號男人（配音：澤木郁也）
德雷斯派出的第一位刺客，收到24小時內殺掉育朗的命令。
多爾多（配音：池田秀一）
在德雷斯特殊工作部門的戰鬥員，組織內大家都叫他「生化人 多爾多中佐」。
肯恩、布拉迪
育朗為了營救小堇深入德雷斯組織時，出現在他面前的雙人組刺客。
沃肯（配音：屋良有作）
虛構的美國原住民史克克姆族的末裔，霞目博士稱之為「地球上最強的超能力者」，后被击败。

### 漫畫版人物
以下角色OVA均未登場
六助老爺爺
育朗逃亡途中所借宿民家的住戶，以在山中打獵為生。因為三個兒子去了城市，而和自己妻子兩人生活。育朗的唯一協力者。
老婆婆
六助老爺爺的妻子，起初懷疑逃亡中的育朗和小堇。
綾
被尋找小堇路上的育朗所搭救的少女，對育朗一見鍾情並指了路。

## 出版書籍
單行本
| 冊數 | 日文副標題 | 中文副標題          | 集英社        | 集英社             | 大然文化      | 大然文化           |
| 冊數 | 日文副標題 | 中文副標題          | 發售日期      | ISBN               | 發售日期      | ISBN               |
| ---- | ---------- | ------------------- | ------------- | ------------------ | ------------- | ------------------ |
| 1    |            | 無敵的肉體 BAOH之卷 | 1985年9月9日  | ISBN 4-08-851029-1 | 1994年2月20日 | ISBN 957-25-0054-6 |
| 2    |            | 魔人沃肯之卷        | 1985年11月8日 | ISBN 4-08-851030-5 | 1994年2月20日 | ISBN 957-25-0055-4 |

文庫版
| 冊數 | 集英社        | 集英社             | 東立出版社   | 東立出版社             |
| 冊數 | 發售日期      | ISBN               | 發售日期     | ISBN                   |
| ---- | ------------- | ------------------ | ------------ | ---------------------- |
| 全   | 2000年6月16日 | ISBN 4-08-617486-3 | 2022年7月4日 | ISBN 978-957-26-8577-8 |

## OVA
1989年由Studio Pierrot協助製作，並在同年9月16日發售前於池袋戲院與大阪的2座電影院放映，由東寶負責發行。

### 製作人員
- 原作 - 荒木飛呂彦
- 總監修、分鏡 - 鳥海永行
- 人物設計、作畫監督 - 沙那芭美智
- 副作画監督 - 大橋誉志光、高木弘樹、増尾昭一
- 機械設計 - 田野雅祥
- 脚本 - 寺田憲史
- 企劃 - 阿部高久、藤原正道
- 制作 - 中野和雄、斎春雄
- 製作人 - 深草礼子
- 音樂製作人 - 大場龍雄、藤田純二
- 演出 - 横山広行
- 攝影監督 - 金子仁
- 美術監督 - 宮前光春
- 音響監督 - 松浦典良
- 音樂 - 難波弘之
- 編輯 - 掛須編集室
- 制作協力 - Studio Pierrot

### 主題曲
片尾曲
作曲：茂村泰彦 / 作詞：安藤芳彦 / 編曲：難波弘之 / 歌手：町田義人

## 其他

### 遊戲中登場
於2013年發售的PS3平台遊戲《JOJO的奇妙冒險 群星之戰》，DLC追加人物「橋澤育朗（巴歐）」發布。

### 人物模型
- Medicom Toy REAL ACTION HEROES RAH No.367 Baoh（Wonder Festival 2008 [冬] 開催記念限定商品）2008年2月24日發售。
- Bandai Manga Realization 巴歐來訪者　2010年3月20日發售。
- Medicom Toy REAL ACTION HEROES RAH No.546 Baoh（Renewal ver.）2011年8月30日發售。
- Medicos Entertainment 超像可動“巴歐來訪者 ”【Baoh】限定版 2017年2月19日發售[2]。

## 外部連結
- 巴歐來訪者（漫畫）在動畫新聞網百科全書中的資料（英文）